# Кампинья-де-Морон-и-Марчена
Кампинья-де-Морон-и-Марчена (исп. Campiña de Morón y Marchena) — район (комарка) в Испании, входит в провинцию Севилья в составе автономного сообщества Андалусия.

## Муниципалитеты
| Муниципалитет        | Население | Площадь км² | Плотность населения чел./км² |
| -------------------- | --------- | ----------- | ---------------------------- |
| Корипе               | 1.436     | 52          | 27,62                        |
| Арааль               | 18.861    | 202         | 93,37                        |
| Ла-Пуэбла-де-Касалья | 10.952    | 188         | 58,26                        |
| Марчена (Севилья)    | 19.089    | 379         | 50,37                        |
| Монтельяно           | 6.983     | 117         | 59,68                        |
| Морон-де-ла-Фронтера | 28.295    | 432         | 65,50                        |
| Парадас              | 7.027     | 111         | 63,31                        |